# 과로로 하라
곽락라씨(郭絡羅氏) 또는 곽라라씨(郭啰罗氏)는 전통 만주 성씨이다. 후금이 성립되기 이전에는, 곽락라씨는 첨하, 백하, 눌은 등지에 흩어져 살았다. <황조통지>는 곽락라씨가 다른 만주족 성씨와 유사한 지명에서 유래한 성씨로 보고 있다. 강희제의 비빈 의비 곽락라씨, 남귀인 곽락라씨가 있다.